# Aqtscha

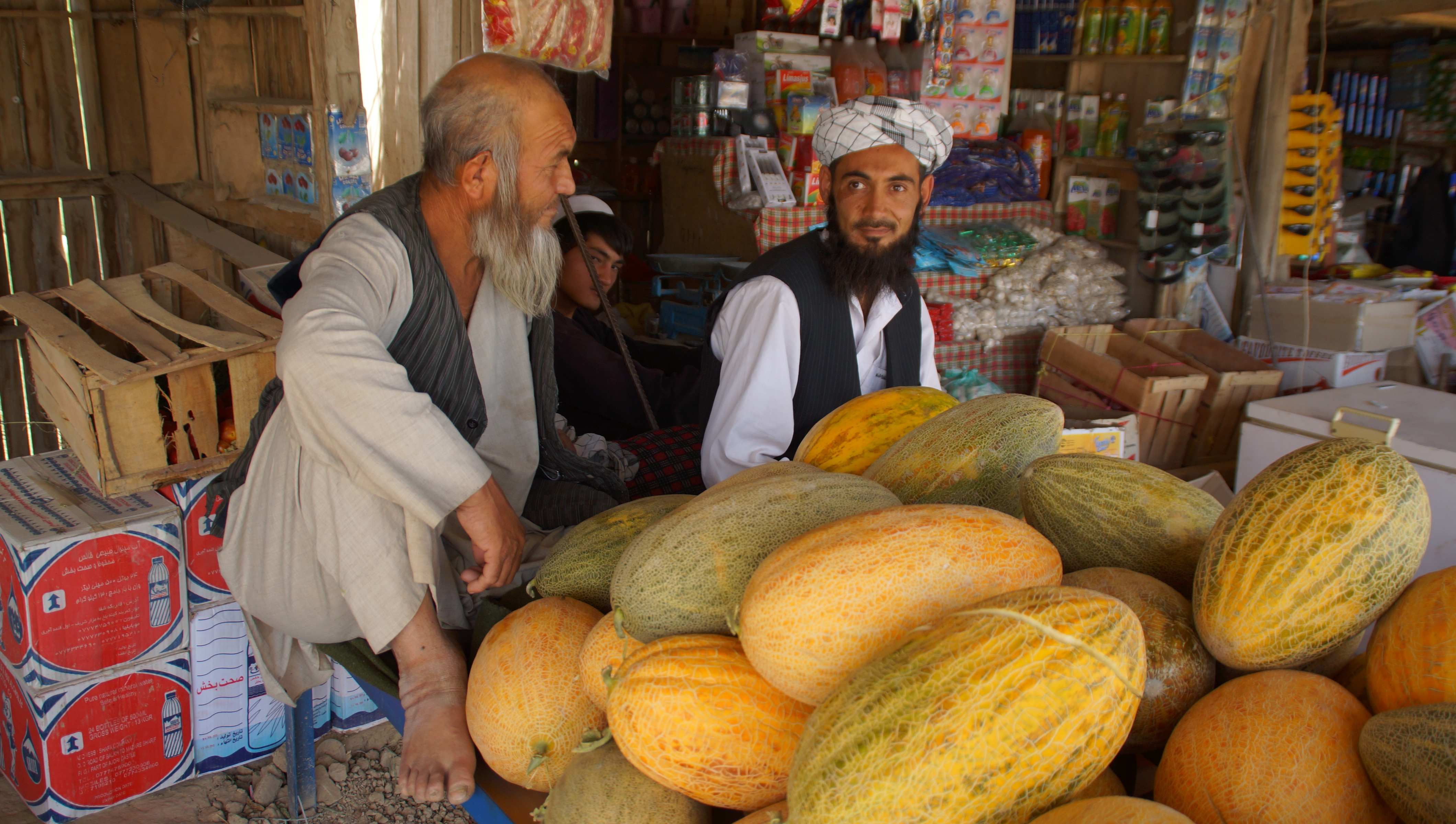
Melonenverkäufer in Aqtscha

Aqtscha (oder Akcha, persisch آقچه Aqcha) ist eine Stadt im Norden Afghanistans.

## Geografie
Sie liegt ungefähr 50 Kilometer östlich von Scheberghan und 100 Kilometer westlich von Masar-e Scharif. Der Ort dient als Zentrum des Bezirks Aqtscha in der afghanischen Provinz Dschuzdschan. Die Stadt liegt einige Kilometer nördlich der Hauptstraße Scheberghan – Masar-e Scharif.

## Demografie
Die Bevölkerung der Stadt beträgt rund 29.380 Menschen. Die Mehrheit davon besteht hauptsächlich aus ethnischen Turkmenen und Usbeken.

## Geschichte
Zu Beginn des 19. Jahrhunderts gehörte Aqtscha zu Buchara, wurde aber 1855 von Dost Mohammed geborgen, als es ein Khanat in der Provinz Afghan Turkestan wurde. Zu Beginn des 20. Jahrhunderts wurde Aqtschah von einer Lehmmauer und einer Zitadelle mit schätzungsweise 8000 Einwohnern, hauptsächlich Usbeken, geschützt. Das Chanat war klein, aber gut bewässert und bevölkerungsreich.